# Partido Popular Social Cristão
O Partido Popular Social Cristão (em luxemburguês: Chrëschtlech Sozial Vollekspartei, em francês: Parti populaire chrétien social e em alemão: Christlich Soziale Volkspartei), abreviado por CSV ou PCS, é um partido político do Luxemburgo de ideologia democrata-cristã. Fundado em 1944, ganhou todas as eleições e só não esteve em governo em dois períodos: 1974-1979 e 2013 até 2023. É membro do Partido Popular Europeu e da Internacional Democrata Centrista e a sua maior figura é Jean-Claude Juncker, ex-presidente da Comissão Europeia. A presidente do partido é Elisabeth Margue desde março de 2022.

## Resultados Eleitorais

### Eleições legislativas
| Data | CI. | Votos     | %            | +/- | Deputados | +/-     | Status   |
| ---- | --- | --------- | ------------ | --- | --------- | ------- | -------- |
| 1945 | 1.º | 907 601   | 44,7 / 100,0 |     | 25 / 51   |         | Governo  |
| 1948 | 2.º | 386 972   | 36,3 / 100,0 | 8,4 | 22 / 51   | 3       | Governo  |
| 1951 | 1.º | 425 545   | 42,1 / 100,0 | 5,8 | 21 / 52   | 1       | Governo  |
| 1954 | 1.º | 1 003 406 | 45,2 / 100,0 | 3,1 | 26 / 52   | 5       | Governo  |
| 1959 | 1.º | 896 840   | 38,9 / 100,0 | 6,3 | 21 / 52   | 5       | Governo  |
| 1964 | 2.º | 883 079   | 35,7 / 100,0 | 3,2 | 22 / 56   | 1       | Governo  |
| 1968 | 1.º | 915 944   | 37,5 / 100,0 | 1,8 | 21 / 56   | 1       | Governo  |
| 1974 | 1.º | 836 990   | 29,9 / 100,0 | 7,6 | 18 / 59   | 3       | Oposição |
| 1979 | 1.º | 1 049 390 | 36,4 / 100,0 | 6,5 | 24 / 59   | 6       | Governo  |
| 1984 | 1.º | 1 148 085 | 36,7 / 100,0 | 0,3 | 25 / 64   | 1       | Governo  |
| 1989 | 1.º | 977 521   | 32,4 / 100,0 | 4,3 | 22 / 60   | 3       | Governo  |
| 1994 | 1.º | 887 651   | 30,3 / 100,0 | 2,1 | 21 / 60   | 1       | Governo  |
| 1999 | 1.º | 870 985   | 30,1 / 100,0 | 0,2 | 19 / 60   | 2       | Governo  |
| 2004 | 1.º | 1 103 825 | 36,1 / 100,0 | 6,0 | 24 / 60   | 5       | Governo  |
| 2009 | 1.º | 1 129 368 | 38,0 / 100,0 | 1,9 | 26 / 60   | 2       | Governo  |
| 2013 | 1.º | 1 103 636 | 33,7 / 100,0 | 4,3 | 23 / 60   | 3       | Oposição |
| 2018 | 1.º | 999 381   | 28,3 / 100,0 | 5,4 | 21 / 60   | 2       | Oposição |
| 2023 | 1.º | 1 099 427 | 29,2 / 100,0 | 0,9 | 21 / 60   | Estável | Governo  |

### Eleições europeias
| Data | CI. | Votos   | %            | +/-     | Deputados | +/-     |
| ---- | --- | ------- | ------------ | ------- | --------- | ------- |
| 1979 | 1.º | 352 296 | 36,1 / 100,0 |         | 3 / 6     |         |
| 1984 | 1.º | 345 586 | 34,9 / 100,0 | 1,2     | 3 / 6     | Estável |
| 1989 | 1.º | 346 621 | 34,9 / 100,0 | Estável | 3 / 6     | Estável |
| 1994 | 1.º | 319 462 | 31,5 / 100,0 | 3,4     | 2 / 6     | 1       |
| 1999 | 1.º | 321 021 | 31,7 / 100,0 | 0,2     | 2 / 6     | Estável |
| 2004 | 1.º | 404 823 | 37,1 / 100,0 | 5,4     | 3 / 6     | 1       |
| 2009 | 1.º | 353 904 | 31,4 / 100,0 | 5,7     | 3 / 6     | Estável |
| 2014 | 1.º | 441 578 | 37,7 / 100,0 | 6,3     | 3 / 6     | Estável |
| 2019 | 2.º | 264 665 | 21,1 / 100,0 | 16,6    | 2 / 6     | 1       |